# Fuentelapeña
Fuentelapeña è un comune spagnolo di 989 abitanti situato nella comunità autonoma di Castiglia e León.